# Dubany
Dubany är en ort i Tjeckien.   Den ligger i regionen Pardubice, i den centrala delen av landet, 90 km öster om huvudstaden Prag. Dubany ligger 237 meter över havet och antalet invånare är 191.
Terrängen runt Dubany är platt, och sluttar norrut.Runt Dubany är det tätbefolkat, med 427 invånare per kvadratkilometer. Närmaste större samhälle är Pardubice, 6,4 km nordost om Dubany. Trakten runt Dubany består till största delen av jordbruksmark.